# هارفي إيمرسون أوزوالد
هارفي إيمرسون أوزوالد (بالإنجليزية: Harvey Emerson Oswald)‏ هو طيار بحري في الولايات المتحدة ‏ أمريكي، ولد في 1918، وتوفي في 1942.